# 2000 EL93
2000 EL93 är en asteroid i huvudbältet som upptäcktes den 9 mars 2000 av LINEAR i Socorro County, New Mexico.
Asteroiden har en diameter på ungefär 6 kilometer, den tillhör asteroidgruppen Maria.